# Municipio de Nesheim
El municipio de Nesheim (en inglés: Nesheim Township) es un municipio ubicado en el condado de Nelson en el estado estadounidense de Dakota del Norte. En el año 2010 tenía una población de 43 habitantes y una densidad poblacional de 0,46 personas por km².

## Geografía
El municipio de Nesheim se encuentra ubicado en las coordenadas 47°43′23″N 98°12′54″O / 47.72306, -98.21500. Según la Oficina del Censo de los Estados Unidos, el municipio tiene una superficie total de 92.75 km², de la cual 92,57 km² corresponden a tierra firme y (0,2 %) 0,19 km² es agua.

## Demografía
Según el censo de 2010, había 43 personas residiendo en el municipio de Nesheim. La densidad de población era de 0,46 hab./km². De los 43 habitantes, el municipio de Nesheim estaba compuesto por el 100 % blancos. Del total de la población el 0 % eran hispanos o latinos de cualquier raza.